# Moerasmangoeste
De moerasmangoeste (Atilax paludinosus) is een roofdier uit de familie van mangoesten (Herpestidae). 

## Kenmerken
Ze worden ongeveer 46 tot 62 cm lang met een staart van 32 tot 53 cm en wegen tussen de 2,5 en 4,1 kg. Ze zijn donkerbruin van kleur. 

## Verspreiding en leefgebied
Ze leven in Afrika, vooral bij moerassen. 

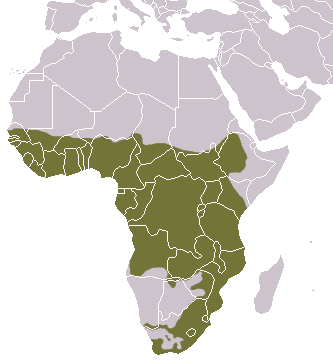
Leefgebied